# HD 141456
HD 141456，又名BD+32 2631，SAO 64915、HR 5877，是一颗恒星，视星等为6.44，位于銀經50.7，銀緯51.53，其B1900.0坐标为赤經15h 44m 3.7s，赤緯+32° 51.53′ 39″。